# 고도 (게임 엔진)
고도(Godot)는 MIT 라이선스로 배포되는 크로스 플랫폼 자유-오픈 소스 게임 엔진이다. 처음에 아르헨티나의 소프트웨어 개발자 후안 리니에츠키(Juan Linietsky)와 아리엘 만수르(Ariel Manzur)가 공개 출시 전 라틴아메리카의 여러 기업을 대상으로 설계하였다. 개발 환경은 리눅스, BSDs, macOS, 마이크로소프트 윈도우를 포함한 여러 운영 체제에서 실행된다. PC, 모바일, 웹 플랫폼을 대상으로 하는 2차원과 3차원 게임 개발을 위해 설계되었다.

## Godot로 개발한 저명한 게임
- Carol Reed Mysteries[7] (2021년 이후)
- City Game Studio[8]
- Commander Keen in Keen Dreams (닌텐도 스위치 포트 전용)
- Cruelty Squad
- 데포니아 (iOS 및 플레이스테이션 4 포팅)
- The Interactive Adventures of Dog Mendonça & Pizzaboy
- Hardcoded
- Kingdoms of the Dump
- Rogue State Revolution[9]
- 소닉 컬러즈 얼티밋: Godot의 포크인 Blind Squirrel Engine으로 제작하였다.[10]

## 같이 보기
- 비디오 게임 개발